# 세라 본
세라 로이스 본(영어: Sarah Lois Vaughan, 1924년 3월 27일 ~ 1990년 4월 3일)은 미국의 재즈 가수이다. 1942년 그룹 '얼하인즈밴드' 보컬로 데뷔하였으며, 대한민국에서는 영화 '접속'의 주제곡 'A Lover's Concerto'로 널리 알려져 있다. 재즈평론가 '스콧 야노우'는 그녀에 대하여 "20 세기 가장 놀라운 목소리" 라고 평하였다.

## 수상내역
- 1942년 아마추어 재즈 콘테스트 우승
- 1945년 에스콰이어(Esquire)지 신인스타상
- 1982년 제25회 그래미상 여성 재즈보컬 부문
- 1989년 그래미상 평생 공로상

## 앨범
- 1949년 In Hi-Fi
- 1954년 Sarah Vaughan
- 1955년 In The Land Of Hi-Fi
- 1964년 Sweet 'N' Sassy
- 1981년 Songs Of The Beatles
- 1987년 Brazilian Romance
- 1990년 The George Gershwin Songbook Vol. 1,2
- 1991년 At Mister Kelly's
- 1991년 The Roulette Years (Domestic Only)
- 1993년 16 Most Requested Songs
- 1999년 In The City Of Lights
- 1999년 Snowbound/The Lonely Hours
- 2001년 Viva! Vaughan
- 2002년 Sarah Vaughan With Clifford Brown
- 2003년 The Benny Carter Sessions
- 2003년 Sings Soulfully
- 2003년 Vaughan And Violins
- 2004년 Misty
- 2005년 Love Me Or Leave Me
- 2005년 Send In The Clowns
- 2005년 Sarah Vaughan In Hi-Fi
- 2006년 Sings For Lovers
- 2006년 Sarah Plus Two

## 같이 보기
- 거트루드 에이버크롬비